# Velosnes
 Velosnes  là một xã thuộc the tỉnh Meuse trong vùng Grand Est đông bắc nước Pháp. Xã này nằm ở khu vực có độ cao trung bình 192 mét trên mực nước biển. Dân số theo điều tra năm 1999 của INSEE là 146 người.
Sông Othain tạo thành một phần ranh giới phía nam thị trấn; sông Chiers tạo thành toàn bộ ranh giới phía bắc.